# John Ousterhout
John Kenneth Ousterhout (* 15. října 1954 Solano County, Kalifornie) je americký informatik a programátor.
Bakalářský titul získal na univerzitě Yale, doktorský titul z informatiky pak získal na univerzitě Carnegie-Mellon.
Ousterhout je původním autorem skriptovacího programovacího jazyka Tcl a platformně nezávislého grafického toolkitu Tk, jež vyvinul v době, kdy působil jako profesor na Kalifornské univerzitě v Berkeley. Je také původním autorem VLSI CAD programu Magic. Ousterhout také navrhl 4.4BSD Log-Structured File System (LFS), práci však nedokončil.